# Tutti morimmo a stento
| Recensione          | Giudizio       |
| ------------------- | -------------- |
| Ondarock            | Pietra miliare |
| Storia della musica |                |
| AllMusic            |                |

Tutti morimmo a stento è il secondo album in studio di Fabrizio De André, pubblicato in Italia nel 1968. È uno dei primi concept album in Italia.

## Storia
(Fabrizio De André, intervista rilasciata ad Enza Sampò nel programma RAI "Incontri musicali: Fabrizio De Andrè" del 1969.)
L'idea di questo disco venne a De André dopo aver ascoltato Days of Future Passed dei Moody Blues, realizzato insieme alla London Festival Orchestra. L'opera nacque dopo due anni di collaborazione con Gianfranco Reverberi e Gian Piero Reverberi nell'orchestrazione, e nella stesura dei testi con Riccardo Mannerini (Il cantico dei Drogati) e Giuseppe Bentivoglio (La ballata degli impiccati). 
Gian Piero Reverberi risulta ufficialmente co-autore di tutte le musiche, ma il suo contributo sembra essere andato oltre. A Riccardo Bertoncelli dichiarava infatti: "In dischi impegnativi come Tutti morimmo a stento, Fabrizio non era in grado di reggere da solo tutta l'architettura. Lì c'è un mio intervento profondo."
Il tema portante di questo concept è la "morte psicologica, mentale" dell'individuo che viene illustrata attraverso la presentazione di vari personaggi: tossicodipendenti, ragazzine traviate, impiccati (in questo caso anche la morte fisica dunque), personaggi di dubbia moralità... Un mondo saturo di "morte" e rancore che trova un suo riscatto nella pietà, intesa quasi come compassione e misericordia, di quegli "uomini senza fallo" a cui è rivolto il Recitativo. In questo senso riprende la tematica della pietà rivolta universalmente agli sconfitti, indifferentemente dalle colpe e dalle virtù, già espressa in altre canzoni come La città vecchia, Bocca di rosa e Via del Campo.
La prima stampa di questo disco riporta in copertina la scritta Volume 2, che scomparirà nelle ristampe successive. Le prime due stampe in vinile hanno il sottotitolo Cantata in Si minore per solo, coro e orchestra. Esistono altri dischi di De André con questo titolo, ma si tratta di album antologici del periodo Karim. Il 23 ottobre 2009 è uscita un'edizione a tiratura limitata in vinile colorato giallo (Sony RCA LP 886976090012).
L'album ottenne un'accoglienza positiva, tanto da diventare l'LP più venduto in Italia nel 1968, seguito dal primo album registrato in studio di De André nel 1967 Vol. 1º, raggiungendo una vendita di quasi 50 000 copie.
(Fabrizio De André, intervista a L'Europeo, 1969.)
Molti anni dopo De André definì invece il disco come "polveroso" e "barocco", pur rivalutandolo negli ultimi tempi della sua carriera.
Dall'album fu tratto il singolo Leggenda di Natale/Inverno, con una copertina molto simile a quella dell'album.
Il disco venne presentato il 30 marzo 1969, la domenica delle Palme, al Cinema Impero di Intra, frazione di Verbania, in una delle rarissime uscite pubbliche di De André prima del tour del 1975, un incontro organizzato da due sacerdoti, don Carlo Scaciga e e don Donato Paracchini, che vide la partecipazione di circa cinquecento giovani legati alla parrocchia.

## Tracce
Tutti i testi sono di Fabrizio De André, eccetto dove indicato; tutte le musiche sono state composte Fabrizio De André e Gian Piero Reverberi.
Lato A
1. Cantico dei drogati – 7:08 (testo: Fabrizio De André, Riccardo Mannerini)
2. Primo intermezzo – 1:57
3. Leggenda di Natale – 3:14
4. Secondo intermezzo – 1:57
5. Ballata degli impiccati – 4:23 (testo: Fabrizio De André, Giuseppe Bentivoglio)

Durata totale: 18:39
Lato B
1. Inverno – 4:11
2. Girotondo – 3:06
3. Terzo intermezzo – 2:12
4. Recitativo (due invocazioni e un atto di accusa) (i titoli "Recitativo" e "Corale" costituiscono un unico brano depositato in SIAE come Recitativo e corale. Il primo titolo si riferisce all'insieme delle sue strofe (che sono per l'appunto tre: due invocazioni e un atto di accusa), il secondo si riferisce all'insieme degli incisi eseguiti dal coro di Pietro Carapellucci, che narrano la leggenda del re infelice.) – 0:47
5. Corale (leggenda del re infelice) – 5:02

Durata totale: 15:18

## I brani
De André spiega così gli argomenti delle singole canzoni: 
(Fabrizio De André)

### Cantico dei drogati
Il testo della canzone è ispirata alla poesia "Eroina" del poeta Riccardo Mannerini, amico di De André.
Mannerini mi ha insegnato che essere intelligenti non significa tanto accumulare nozioni, quanto selezionarle una volta accumulate, cercando di separare quelle utili da quelle disutili. Questa capacità di analisi, di osservazione, praticamente l'ho imparata da lui. Mi ha anche influenzato a livello politico, rafforzando delle idee che già avevo. Sicuramente è stata una delle figure più importanti della mia vita.»
(In "Cantico per i diversi", intervista a cura di Roberto Cappelli, Il Mucchio Selvaggio; Fabrizio De André, 1992)
Musicalmente, l'introduzione è opera di Gian Piero Reverberi. La canzone è direttamente seguita dal Primo intermezzo e ad esso legata.

### Leggenda di Natale
Leggenda di Natale è ispirata alla canzone Le Père Noël et la petite fille di Georges Brassens, quarta traccia dell'album Les Funérailles d'antan (1960). Il brano verte sulla circonvenzione usata da un uomo maturo, furbo e senza scrupoli, su un'ingenua ragazza che si lascia facilmente ingannare nel suo sentimento più innocente, la fiducia. È seguita dal breve Secondo intermezzo legato al tema della canzone, in cui con metafore poetiche De André cerca di spiegare invece il punto di vista dell'uomo, facendolo parlare in prima persona del suo timore di morire e del suo tentativo di "aggrapparsi alla vita", seppur approfittando della ragazzina.

### Ballata degli impiccati
Il titolo riprende quello della La ballata degli impiccati di François Villon, ma, spoglio della tematica religiosa, gli impiccati qua non invocano pietà e la salvezza ma portano rancore verso chi li condanna, e descrivono la loro morte in maniera realistica. Il brano è un attacco contro la pena di morte in generale, che De André considera sbagliata anche nei confronti di assassini e criminali condannati dalla legge.

### Inverno
Nel brano De André descrive i periodi bui della vita, dopo i quali a volte, si viene consolati da una calda estate. È un inno al ciclo delle stagioni che sono un po' come la vita, in cui si passa dal sole di un caldo sorriso al freddo pungente della malinconia.

### Girotondo
La canzone è una filastrocca cantata al ritmo di Marcondiro (quindi riprendendo il ritmo della celebre canzoncina popolare per bambini Oh che bel castello), interpretata dal cantautore insieme ad un coro di bambini: De André, accompagnandosi con la chitarra, canta delle domande ed i bambini cantano le risposte. Nella canzone sono presenti due dei temi trattati nell'album: la morte fisica e la morte psicologica riferita alla perdita dell'innocenza da parte dei bambini.
La storia raccontata è in un certo senso kafkiana, in quanto rispecchia l'aforisma dello scrittore ceco «Il male conosce il bene, ma il bene non conosce il male», secondo cui il male succede senza che nessuno ne abbia consapevolezza o volontà: il soldato potrebbe non fare la guerra ma la guerra scoppia, Dio potrebbe intervenire ma non lo fa, l'aviatore potrebbe non gettare la bomba ma la bomba è già caduta e ha colpito tutti indistintamente.
La canzone divenne uno dei manifesti contro la guerra. È stata definita una delle trovate insieme più eccessive e agghiaccianti della storia della canzone italiana. Il brano è stato anche inciso da Teresa De Sio e Yo Yo Mundi nell'album Fatto per un mondo migliore.
Dalla canzone è stato tratto un libro contro la guerra dall'omonimo titolo, edito dalla casa editrice Gallucci ed illustrato da Pablo Echaurren. Il brano è seguito dal Terzo intermezzo.

### Corale (leggenda del re infelice)
Introdotto dal Recitativo (due invocazioni e un atto d'accusa), che ne rappresenta nei fatti la prima strofa, riprende i temi delle precedenti canzoni nelle singole strofe recitate da De André su coloro che sono vinti dalla vita: i drogati, le ragazze traviate, i condannati a morte, infine il tema della morte reale delle persone vista come livellatrice (tutto sulla falsariga di Villon e dei motivi medievali del trionfo della morte e della danza macabra), seguito dall'invito ad avere pietà di chiunque, poiché ognuno è soggetto alla falce della morte e alla sofferenza; nel testo il cantante mette sotto accusa banchieri e ricchi, borghesi benpensanti e giudici inclementi, incapaci di impietosirsi. Il ritornello cantato dal coro racconta invece di un re molto ricco che possiede un castello d'oro e uno d'argento, ma è triste; dona quindi i suoi beni ottenendo amici e amori, ma non è lo stesso felice. La canzone conclude parlando del valore del dono come atto di semplice pietà senza aspettarsi nulla in cambio.

## La versione inglese
Nel 1969 il produttore Antonio Casetta ebbe l'idea di realizzare una versione in inglese di questo disco: De André quindi reincise le parti vocali dell'album. Questa versione non è mai stata pubblicata ufficialmente, ma si giunse fino alla stampa di un'unica copia di test in vinile, dal titolo Lament of the Junkie (come la prima traccia). La grafica era completamente differente dalla versione italiana, con copertina apribile, tutti i testi delle canzoni e una biografia dell'artista in inglese e l'elenco di tutti i nomi dei musicisti. La scaletta del disco era la seguente:
1. Lament of the Junkie
2. First Intermezzo
3. Legend of Christmas
4. Second Intermezzo
5. Ballad of the Hanged
6. Winter
7. Ring Around the H-Bomb
8. Third Intermezzo
9. Relativity

L'unica preziosa copia di questa versione è stata scoperta nel 2007 in possesso di un collezionista statunitense, che l'ha custodita per quasi 40 anni senza riferirlo a nessuno. Solamente in occasione del suo ottantesimo compleanno rivelò il segreto in forma privata al collezionista Mimmo Carrata, al quale poi cedette il disco pochi giorni dopo. Carrata infatti ne è l'attuale proprietario.